# Утриш (остров)

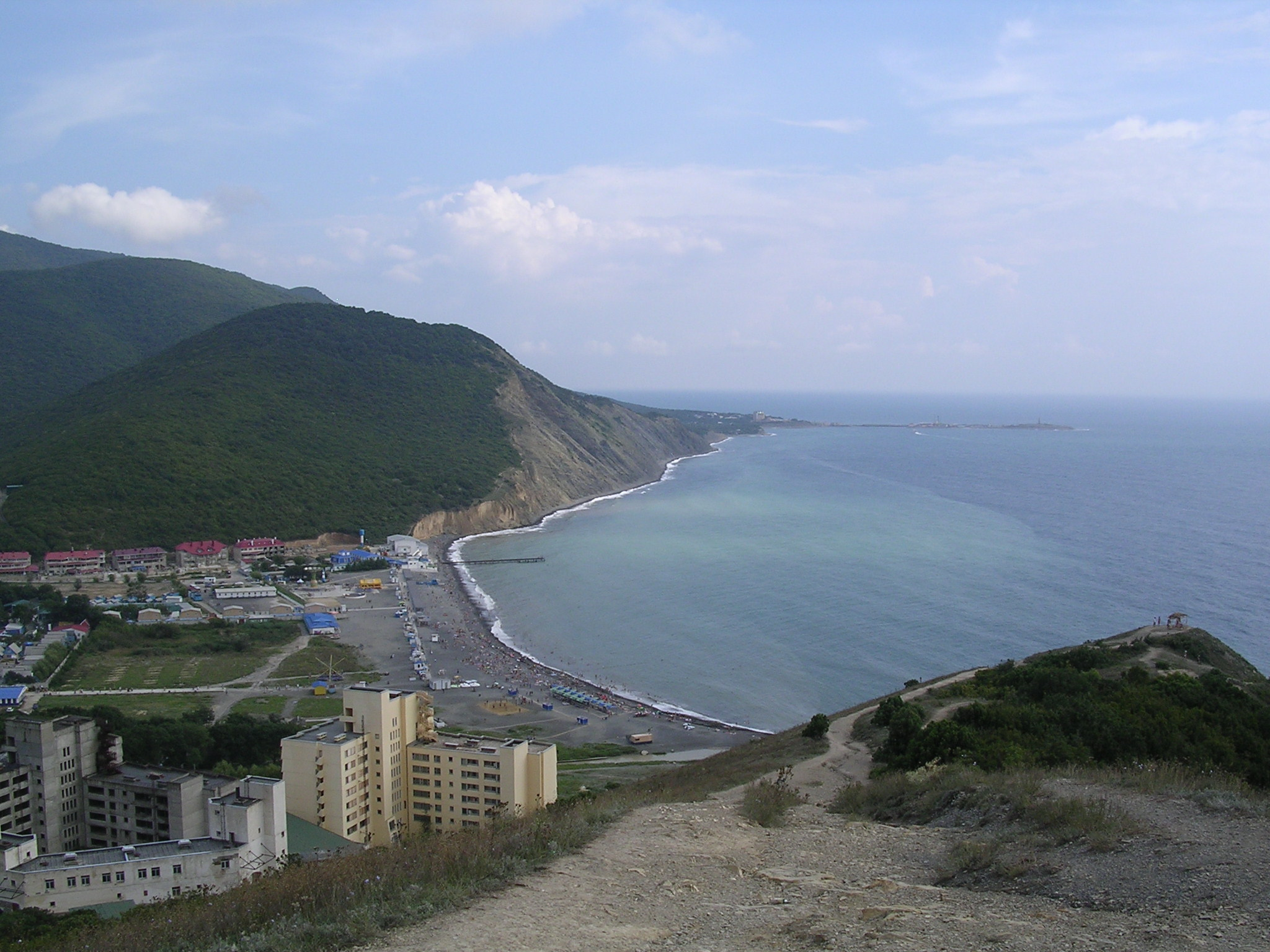
Долина Сукко. Тонкая коса вдали — полуостров и остров Утриш

Утри́ш — небольшой остров в Чёрном море, часть села Большой Утриш Краснодарского края. Отделён от мыса Большой Утриш проливом с минимальной шириной в двадцать метров, через который перекинут металлический мост.
На острове находится памятник-маяк, небольшая часовня в здании старого маяка и строения биологической станции. Напротив, на полуострове, находится Утришский дельфинарий.

## Памятник-маяк

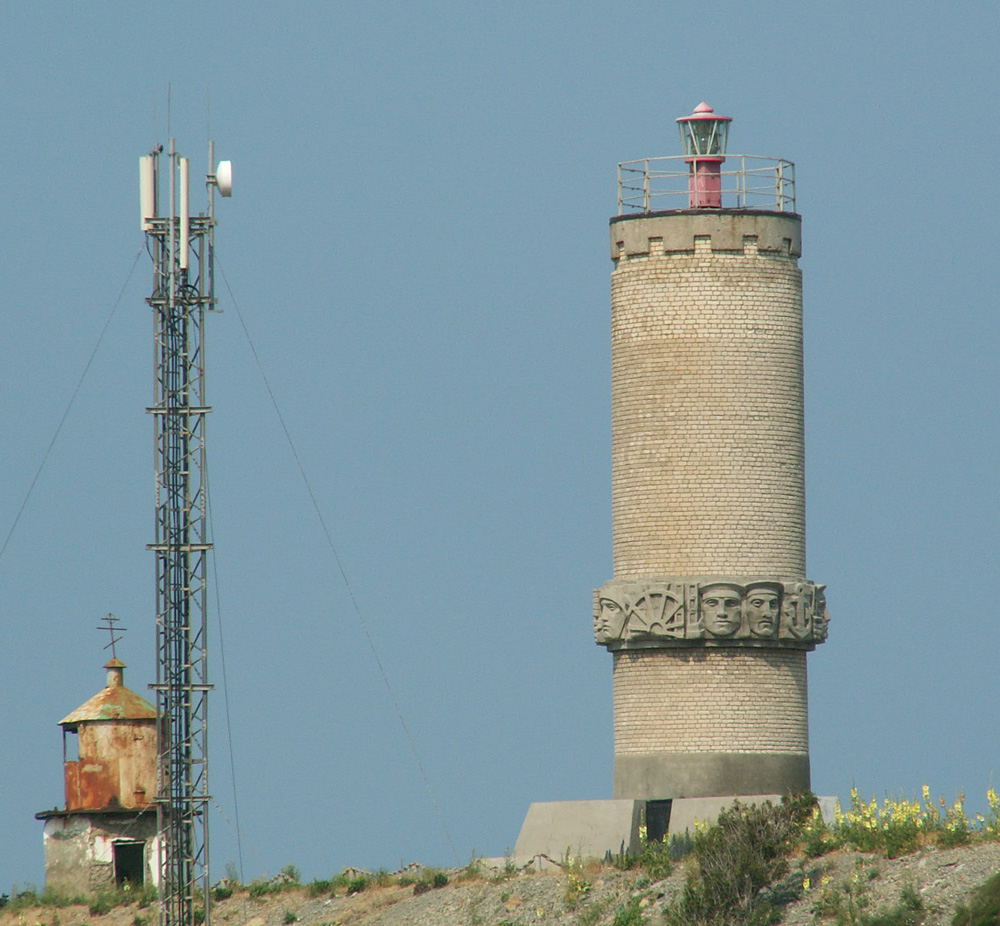
Вид из Утришского дельфинария на памятник-маяк и часовню на острове Утриш

Утришский маяк был воздвигнут рядом со старым маяком (в помещении которого сейчас находится часовня) в 1975 году в дань памяти всем морякам азовско-черноморской флотилии, а также экипажу транспортного судна «Фабрициус» (названо в честь Яна Фабрициуса), которое в годы Великой Отечественной войны было торпедировано немцами, и, благодаря действиям экипажа под командованием М. Григора, было выброшено на отмель, а затем в течение долгого периода времени (около полугода) предупреждало о налётах авиации фашистских ВВС на Новороссийск, взлетающих с аэродрома близ Анапы. Само судно давно разрушено, однако на западном побережье острова до сих пор можно встретить металлические обломки корпуса.
Рядом с маяком находится гранитная плита с именами погибших членов экипажа транспорта. Также недалеко установлен памятник экипажу самолёта Як-40, потерпевшего катастрофу в 1976 году.